# Allocasuarina distyla
Espèce
Allocasuarina distyla est une espèce d'arbuste, proche des filaos, originaire d'Australie.
C'est un arbuste de 1 à 3 m de haut endémique en Nouvelle-Galles du Sud. Les feuilles sont réduites à des écailles situées autour des branches. Il existe des plants mâles et femelles. les fleurs apparaissent de juillet à septembre. Le fruit est un cône. La graine un samare.

## Galerie

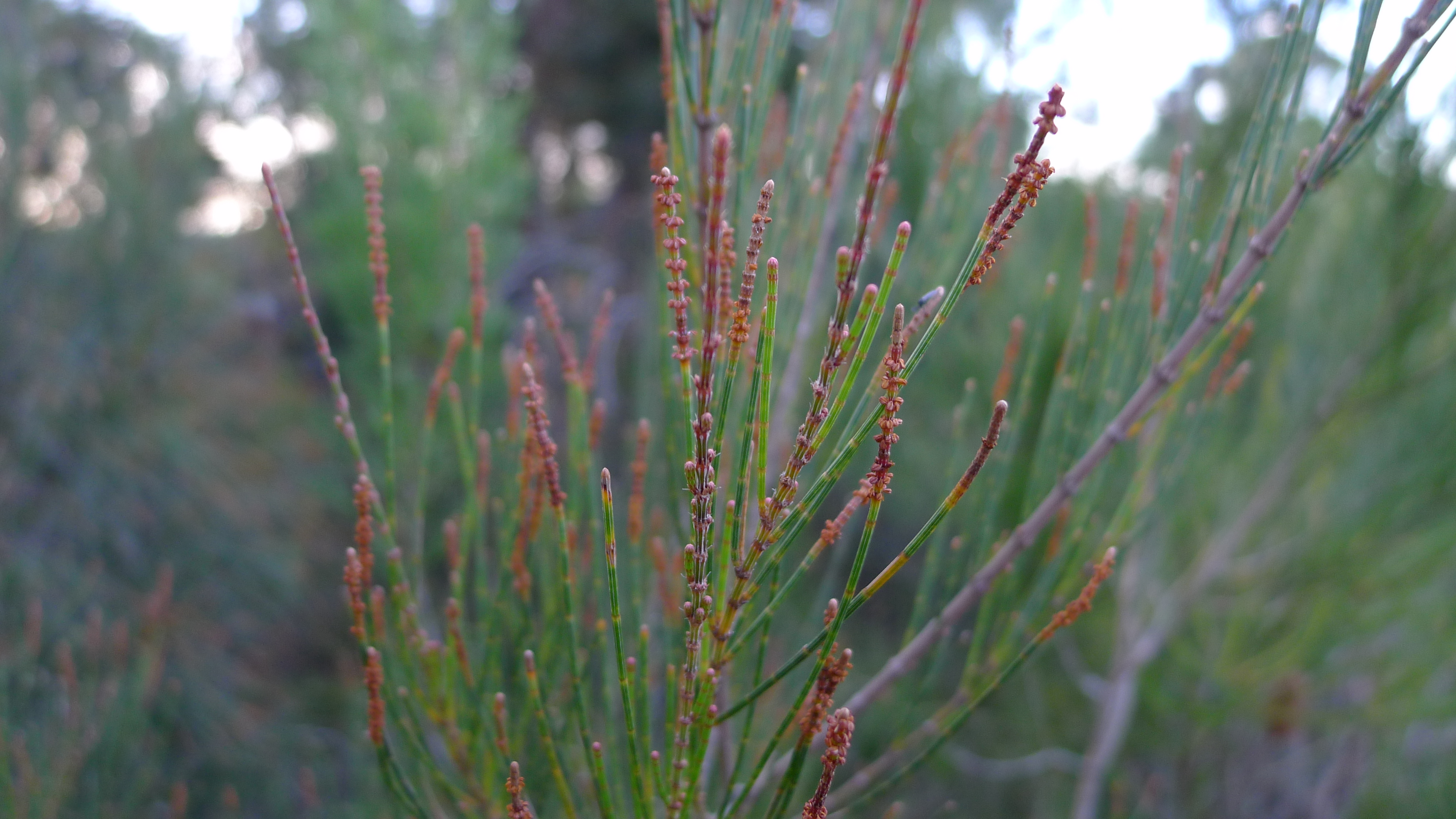
Fleurs mâles.
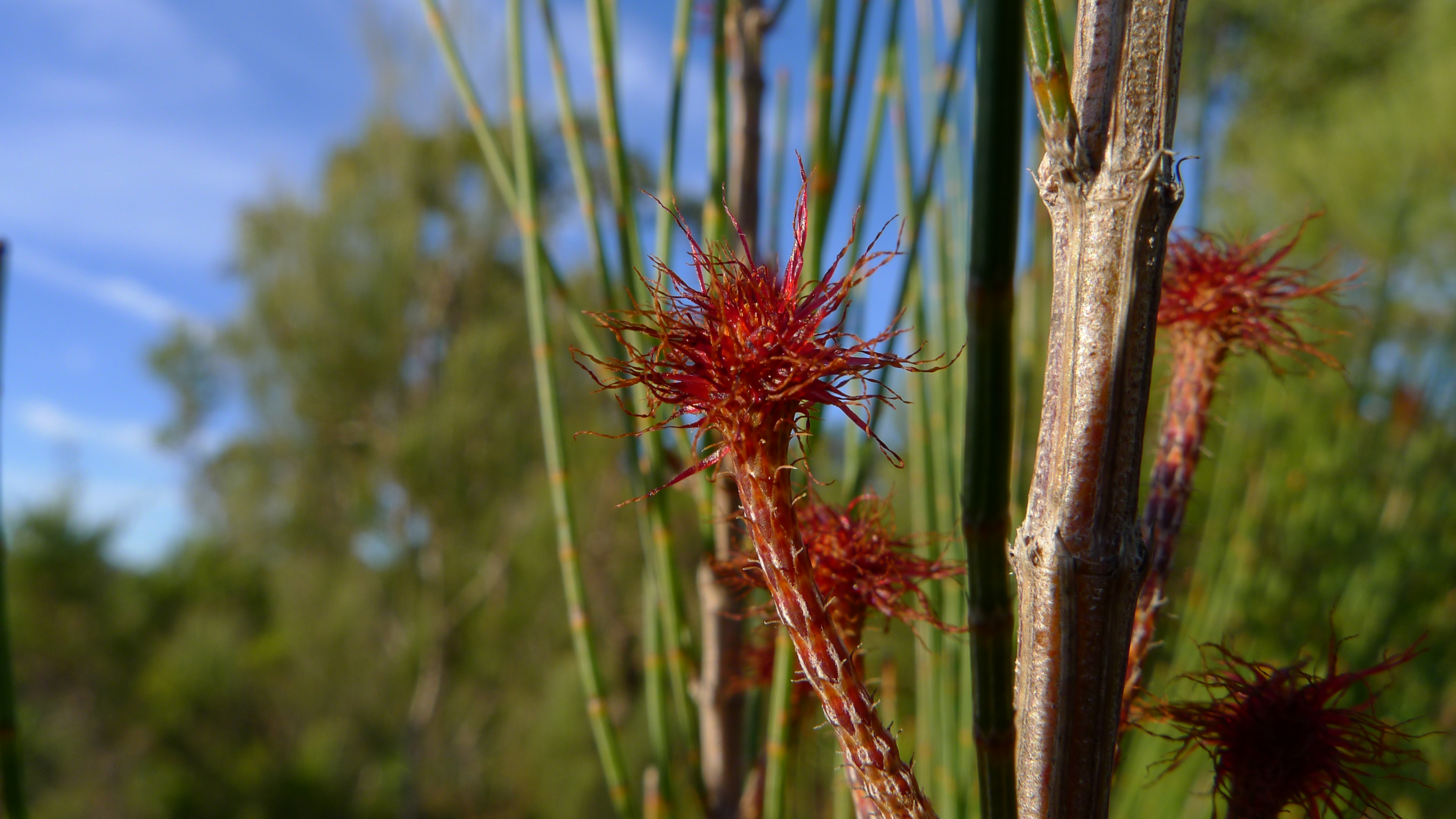
Fleurs femelles.
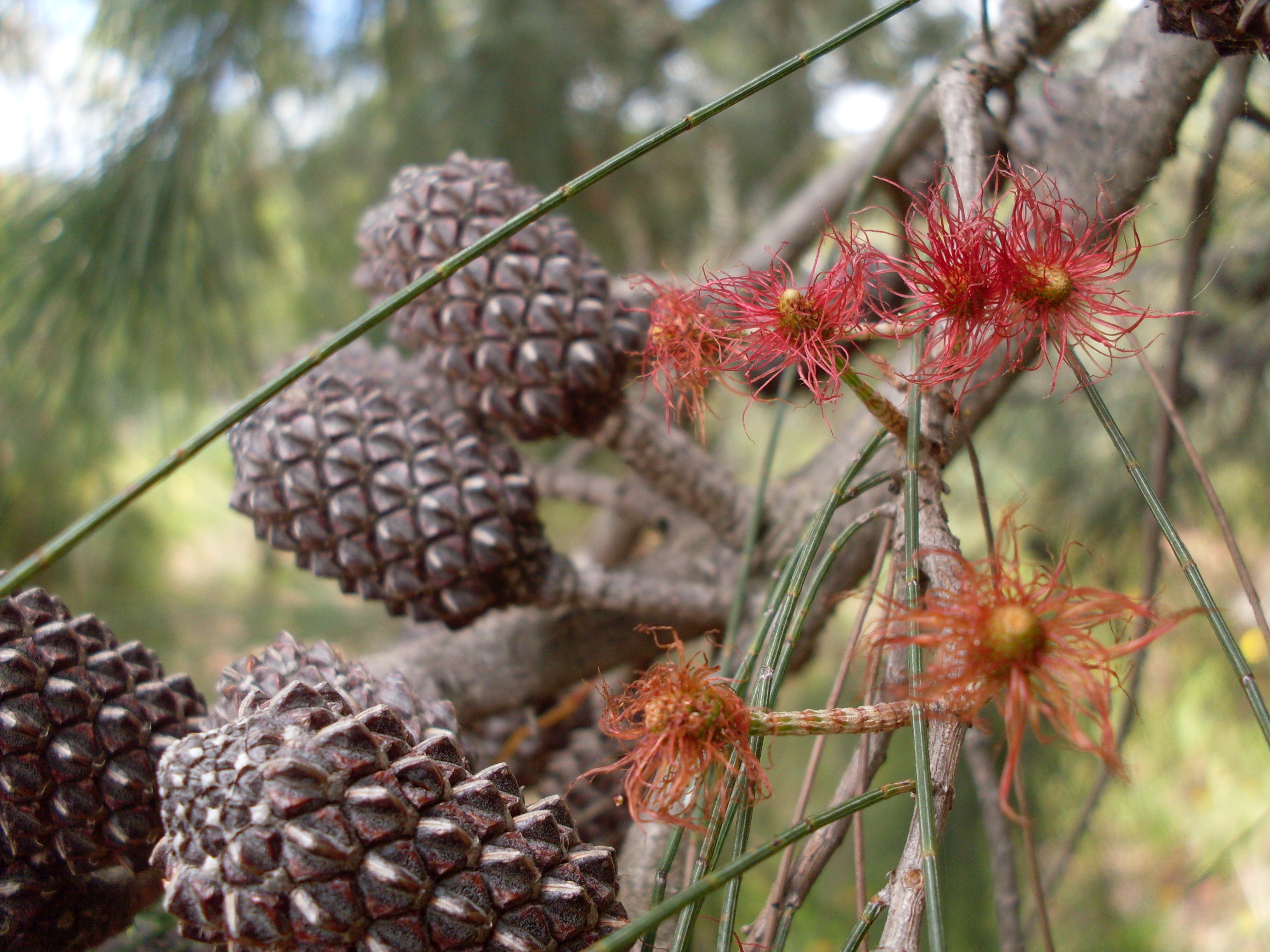
Cônes et fleurs femelles.
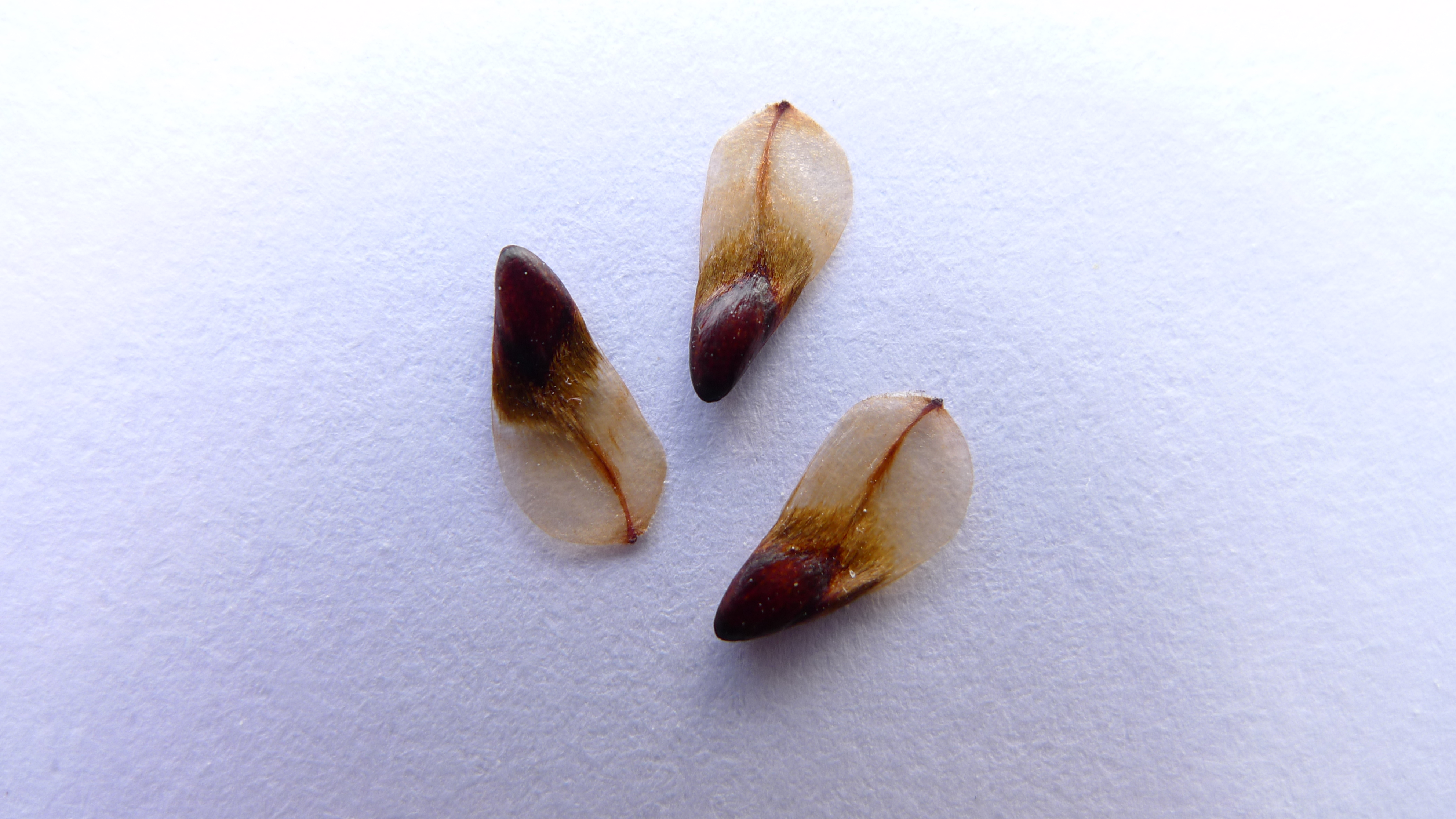
Graines.
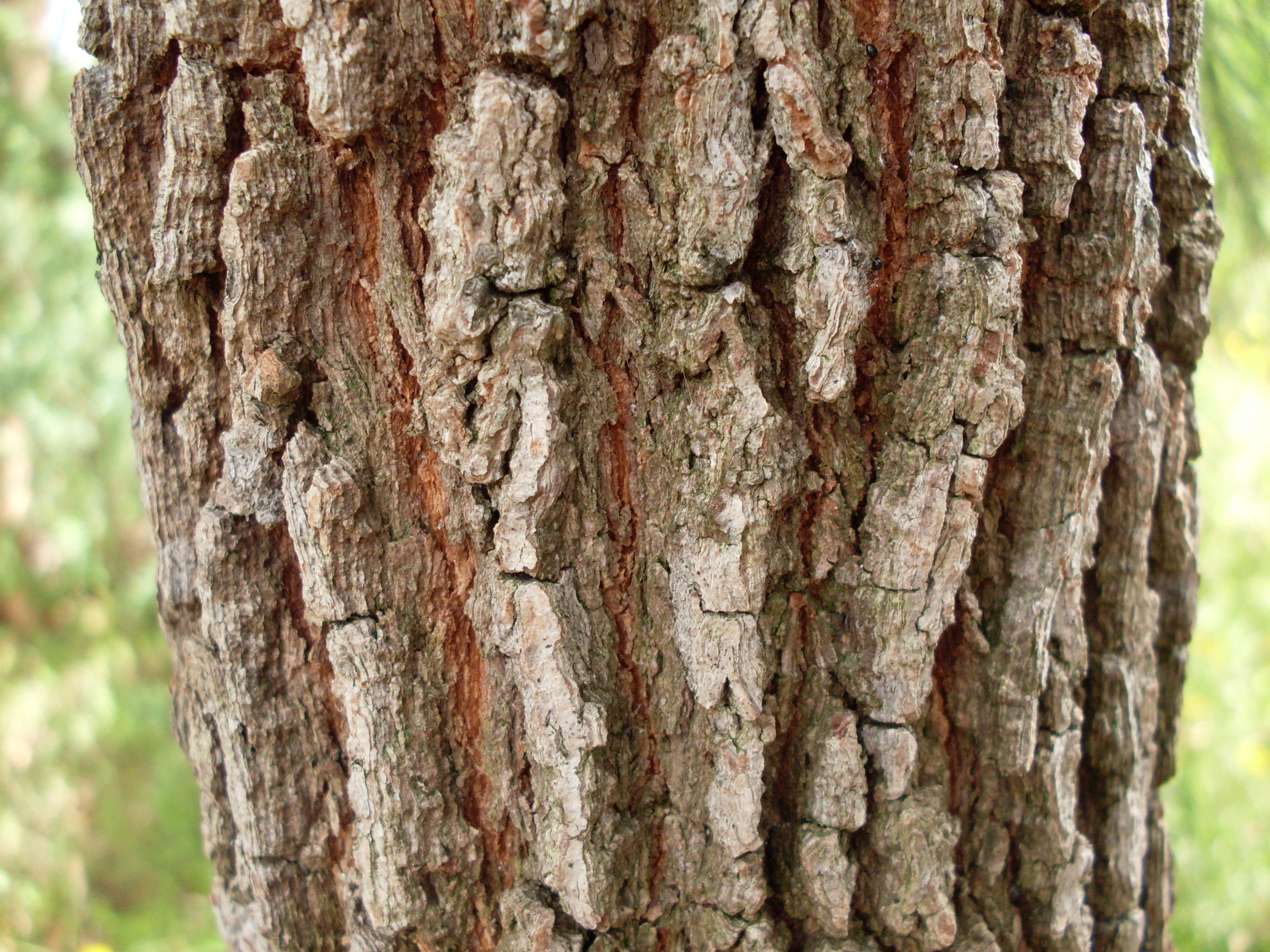
Écorce.